# Prohn
Prohn là một đô thị tại huyện Vorpommern-Rügen (trước thuộc huyện Nordvorpommern), bang Mecklenburg-Vorpommern, miền bắc nước Đức.
The Prohner Stausee is located in Prohn.